# Ейсид-транс
Ейсид-транс (Acid trance) — різновид трансової музики, що з'явився на рубежі 1980-х — 90-х років із запозиченням «кислотного» звучання (стиль acid).

## Опис стилю
Характерне «кислотне» звучання продукується синтезатором Roland TB-303, що виконує мелодію, змінюючи в реальному часі частоту зрізу фільтра, резонанс, огинаючу модуляції та інші параметри відповідного інструменту. Таке використання синтезатора є відмінним для ейсид-трансу, в той час як класичний транс (наприклад: Dance 2 Trance, Cosmic Baby, Age of Love & Jam & Spoon, Matt Darey, Ayla тощо) — більш атмосферний, м'якший за тембром і використовує елементи ембієнтної музики. Чітку грань між класичним та кислотним трансом провести все ж доволі важко, вони з'явилися приблизно в один час.
Ейсид-транс є особливо популярним різновидом трансу в Бельгії. Acid Trance можна вважати нащадком acid house, бо жанр трансу ще не існував як такий під час появи Acid House. Перші компіляції з популярного збірника «Trancemaster» містять кілька треків в кислотному стилі трансу, так само, як треки класичного трансу, але всі вони вказані як треки в стилі класичного трансу.

## Відомі артисти
Виконавці Acid Trance часто конфліктували з виконавцями Psychedelic Trance, Classic Trance і Goa Trance. Цілком нормально бачити багатьох з перших виконавців Есід Трансу на альбомах компіляції Гоа Трансу. При цьому більшість з цих виконавців ніколи не розглядали себе, як частину Гоа або психоделічні сцени і ці альбоми та компіляції часто робилися лейблами звукозапису, які видавали Acid Trance нарівні з Goa Trance.
| - Art of Trance - Hardfloor - Union Jack - Eternal Basement - aurent Garnier | - Emmanuel Top (ранні твори) - Electric Skychurch - Solar Quest - Re-Pitcher - Phobia - Kai Tracid |